# Карл Медіц

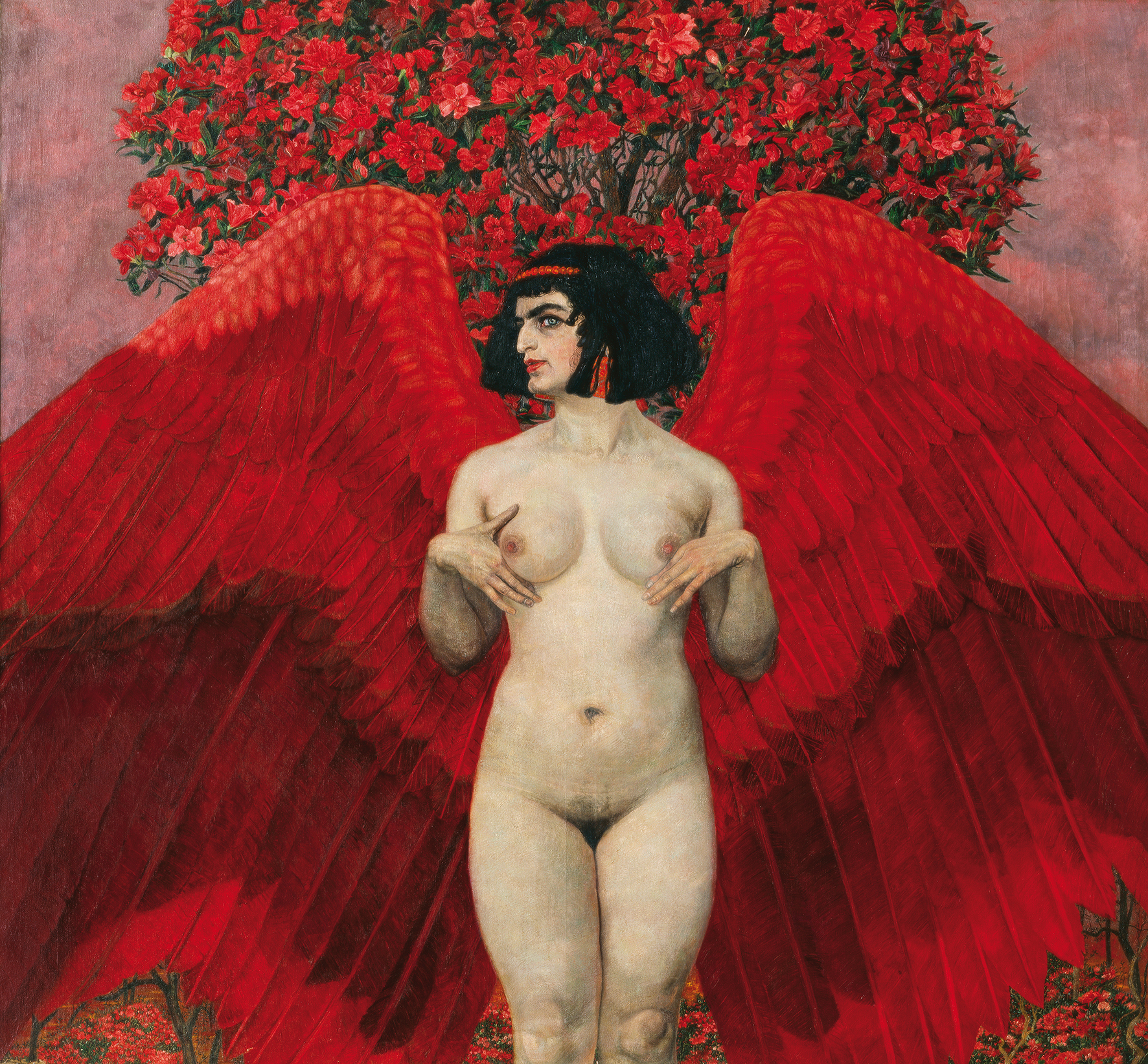
Червоний янгол. 1902

Карл Медіц (нім. Karl Mediz; 4 червня 1868, Відень, Австрія — 11 січня 1945, Дрезден, Німеччина) — австрійський художник, пейзажист, графік. Символіст.

## Життєпис

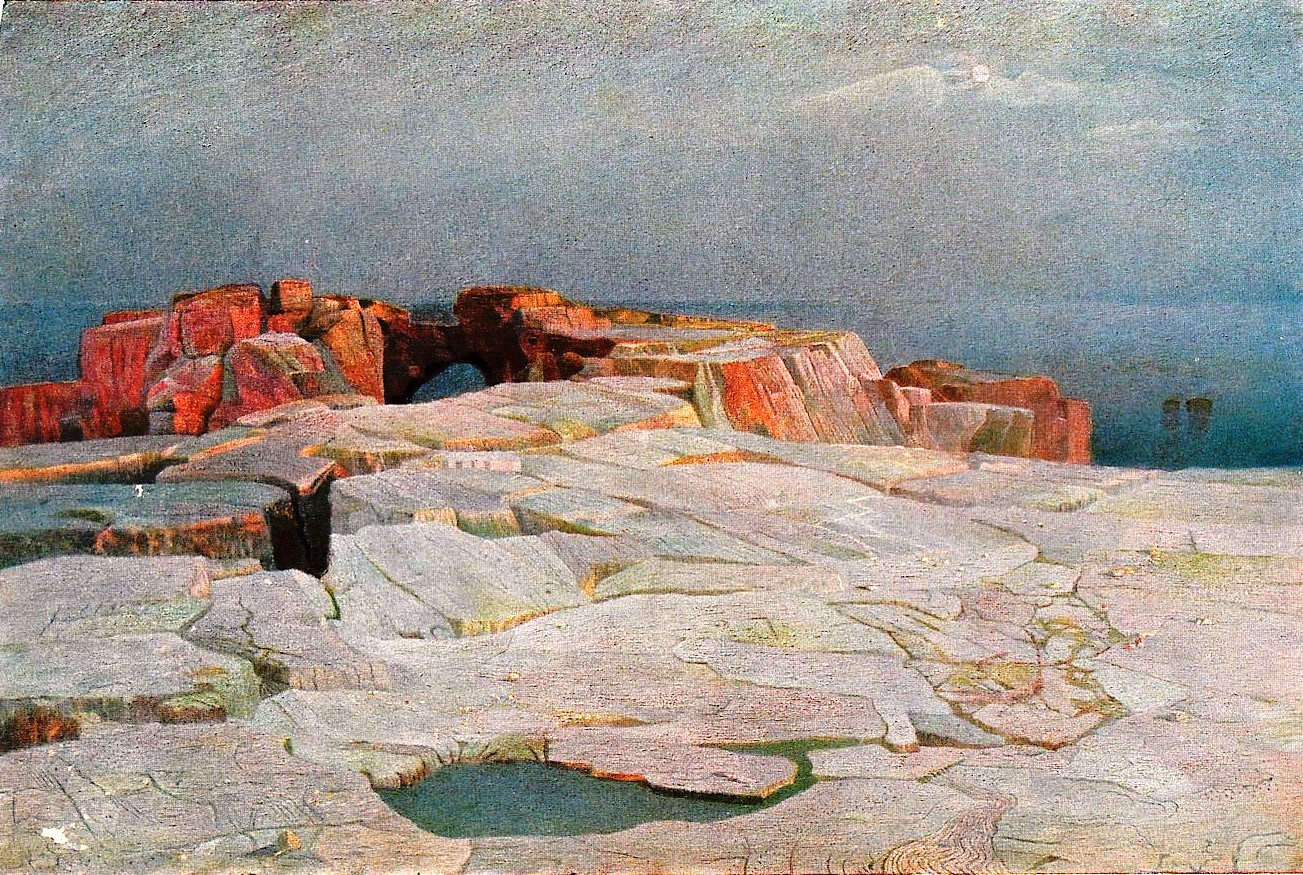
Пейзаж

Син торговця. Видатний портретист XIX століття Фрідріх фон Амерлінг високо оцінив художній талант юного Карла.
Медіц навчався у Віденській академії образотворчих мистецтв під керівництвом Кристіана Гріпенкерля і Фріца Лаллеманда, а згодом — у Мюнхенській академії мистецтв, де був учнем Александра Деметріуса Гольца. Продовжив навчання в приватній Академії Жуліана в Парижі.
Тривалий час жив у колонії художників в Дахау. У 1889 познайомився з молодою художницею Емілією Пелікан, і в 1891 вони одружились. За фінансової підтримки друзів у 1892 молода родина побувала в Тіролі. Деякий час вони жили в Італії і подорожували узбережжям Адріатики.
У Відні родина художників жила бідно, оскільки їх роботи не знаходили покупців. У 1894 вони переїхали в Дрезден. З 1902 по 1912 Медіц був членом асоціації художників «Хагенбунд».
У 1903 разом з дружиною брав участь у колективній виставці асоціації художників «Хагенбунд» у Відні. У 1904 показав свої графічні роботи у Дрездені, а в 1905 і 1906 виставлявся в Будинку художника в Берліні. У 1911 його картини були представлені на австрійській художній виставці в Римі.
Після смерті дружини в 1908 відійшов від активного громадського життя. Помер незадовго до руйнівного бомбардування Дрездена.

## Творчість
Карл Медіц — художник-пейзажист. Займався також портретним живописом. Після смерті своєї дружини створював переважно графічні твори.
У його картинах відчутний вплив творчості Фердинанда Годлера і Джованні Сегантіні.